# 超電荷
超電荷（ちょうでんか、hypercharge）は、素粒子の強い相互作用に関係する量子数である。なお、物理学者は日本語訳の「超電荷」では呼ぶことはほとんどなく、英語名のまま「ハイパーチャージ」と呼ぶ。

## 概要
超電荷はハドロンのSU(3)モデルに関係する量子数である。SU(3)モデルはアイソスピンのSU(2)モデルを拡張する概念である。
ハドロンがまだ内部構造を持たない素粒子だと思われていた時代に、アイソスピンによって核子やパイ中間子は1つの多重項にまとめられたが、実験からK中間子やラムダ粒子などの新たなハドロンが発見されて既存の電荷とアイソスピンだけでは分類できなくなった。そこで新たな粒子を分類する量子数として超電荷が提唱された。
電弱相互作用において類似する役割を持つ弱超電荷との混同に注意が必要である。超電荷の概念は、アイソスピンおよびフレーバーを単一のチャージに組み合わせ、統一する。また、ハドロンの SU(3) モデルは量子色力学でカラーを入れ替える SU(3)c とは異なる変換である。

## 定義
核子やパイ中間子では、電荷 Q は、アイソスピン I3 と核子数 N により、
{\displaystyle Q=I_{3}+{\frac {N}{2}}}
と表されていた。これをK中間子やラムダ粒子に拡張する上で、核子数 N から
{\displaystyle Q=I_{3}+{\frac {Y}{2}}}
と置き換えたものが超電荷 Y である。

同一のアイソスピン多重項にまとめられる粒子に対して、電荷は異なる値をとるが、超電荷は同一の値をとる。アイソスピン n-重項に対してトレースを取れば、アイソスピンはトレースレスなので
{\displaystyle \operatorname {tr} Q=\operatorname {tr} I_{3}+{\frac {1}{2}}\operatorname {tr} Y={\frac {n}{2}}Y}
{\displaystyle Y={\frac {2}{n}}\operatorname {tr} Q}
となる。したがって、超電荷は n-重項にまとめられる粒子の平均の電荷の2倍となる。

## 他の量子数との関係
中野・西島・ゲルマンの法則においてバリオン数 NB とストレンジネス S により
{\displaystyle Q=I_{3}+{\frac {1}{2}}(N_{\text{B}}+S)}
と表される。
従って、超電荷は
{\displaystyle Y=N_{\text{B}}+S}
となる。
弱い相互作用が関わらない反応ではバリオン数とストレンジネスはそれぞれに保存し、超電荷も保存する。
後にチャーム C、ボトムネス B、トップネス T が発見され、
中野・西島・ゲルマンの法則が
{\displaystyle Q=I_{3}+{\frac {1}{2}}(N_{\text{B}}+S+C+B+T)}
と修正されるに従い、超電荷も
{\displaystyle Y=N_{\text{B}}+S+C+B+T}
と修正される。
超電荷が保存するということはフレーバーが保存することを示唆する。強い相互作用の下では超電荷を保存するが、弱い相互作用の下では保存しない。

## SU(3) モデル
アイソスピンのSU(2)モデルは核子の陽子と中性子を同種粒子の異なる状態とみなし、
{\displaystyle \psi ={\begin{pmatrix}p\\n\\\end{pmatrix}}}
とした。
実験で新たな粒子が発見されるに従い、ストレンジネスという概念が導入され、
SU(2)×U(1)S という形になった。
これを含む群として提唱されたものがハドロンのSU(3)モデルである。
このSU(3)は、核子の二重項にラムダ粒子を加えた
{\displaystyle \psi ={\begin{pmatrix}p\\n\\\Lambda \\\end{pmatrix}}}
の三重項とした内部空間での回転の為す群である。
クォークモデルによると、陽子はuud、中性子はudd、ラムダ粒子はudsであり、この三重項はクォークの
{\displaystyle \psi \sim {\begin{pmatrix}u\\d\\s\\\end{pmatrix}}}
を再現したものと解釈される。
パイ中間子やK中間子はクォークと反クォークを合わせたものであり、SU(3)の表現の知識から随伴表現 （八重項）に対応し、3個のパイ中間子と4個のK中間子、そして1個のイータ中間子で八重項を形成する。
なお、陽子や中性子、ラムダ粒子も、実際はシグマ粒子、グザイ粒子とともにSU(3)の下で八重項を形成しており、その一部を取り出した形となっている。

SU(3)ウェイトダイアグラムは、二つの量子数、アイソスピンの z-成分 Iz および超電荷 Y（ストレンジネス S、チャーム C、ボトムネス B、トップネス T、およびバリオン数 NB の和）を参照する二次元座標である。

## 計算の具体例
- 陽子の電荷はQ = +1であり、中性子の電荷はQ = 0である。（すなわち、核子の平均電荷は+1/2である。）これらのバリオン数はB = +1、フレーバーはS = C = B′ = T = 0であることから、超電荷はともにY = 1である。中野・西島・ゲルマンの法則から、陽子のアイソスピンはI3 = +1/2、中性子のアイソスピンはI3 = −1/2であることが分かる。
- クォークについても同様にアイソスピンおよび超電荷を計算できる。電荷Q = +2/3、アイソスピンI3 = +1/2、およびバリオン数B = 1/3であるアップクォークの超電荷はY = 1/3であることが推定できる。（バリオンを構成するには3つのクォークが必要なため、クォークのバリオン数は1/3である。）
- 電荷Q = −1/3、バリオン数B = 1/3、ストレンジネスS = −1のストレンジクォークの超電荷はY = −2/3であり、アイソスピンI3 = 0が推定される。これは、ストレンジクォークはそれ自身の一重項を作ることを意味する。チャームクォーク、ボトムクォークおよびトップクォークも同様だが、アップおよびダウンクォークはアイソスピン二重項を構成する。

## 超電荷の実用性
超電荷は、"粒子の動物園"における粒子の集団を組織し、それらの観測に基づいた保存則を開発するために、1960年代に発展した概念である。クォークモデルの登場によって、（標準模型の六つのクォークのうちアップ、ダウンおよびストレンジクォークだけを考慮した場合）超電荷Yはアップ (nu) 、ダウン (nd)、およびストレンジクォーク (ns)の数の組合わせで、以下のように表せることが明らかとなった：
{\displaystyle Y={1 \over 3}(n_{u}+n_{d}-2n_{s}).}
現在は、ハドロンの相互作用を記述する場合、量子数の超電荷を計算するよりも、相互作用するバリオンおよび中間子を構成する個々のクォークをたどるファインマンダイアグラムを描くようになってきている。しかしながら、弱超電荷は電弱相互作用のさまざまな理論において実用的に使うことができる。